# Branchiomaldane
Branchiomaldane is een geslacht van mariene borstelwormen (Polychaeta) uit de familie van de Arenicolidae.
Dit geslacht werd opgericht door Paul Langerhans in 1881. Hij beschreef toen tevens de nieuwe soort Branchiomaldane vincenti, een worm met 30 tot 42 segmenten die in de stranden van de Canarische eilanden leeft.

## Soorten[2]
- Branchiomaldane vincenti Lange tijd was dit de enige soort uit het geslacht.
- Branchiomaldane labradorensis
- Branchiomaldane maryae
- Branchiomaldane simplex